# Françoise Gaspard
Pour les articles homonymes, voir Gaspard.
Françoise Gaspard, née le 7 juin 1945 à Dreux, est une sociologue féministe et femme politique française. 
Maire PS de Dreux de 1977 à 1983 et députée d'Eure-et-Loir de 1981 à 1988,, elle a également été députée européenne et conseillère régionale de la région Centre-Val de Loire.

## Biographie

### Famille
Un de ses ancêtres, tailleur de pierre, compagnon du tour de France, s'installe à Dreux et y fait souche après avoir été embauché pour tailler les ébauches des gisants de la chapelle royale de Dreux. En 1869, son arrière-grand-père fonde une marbrerie à Dreux, 41, rue de Billy, reprise de génération en génération.
Ses ancêtres maternels sont du village de Bû dans le Drouais. Son arrière grand-père, Alexandre Terrasson (1870-1947), domicilié à Dreux, 91 rue du Bois-Sabot, est également marbrier. Sa fille unique a épousé Lucien Gaspard, grand-père de Françoise Gaspard.
Françoise Gaspard naît le 7 juin 1945 à Dreux du mariage de Jean Gaspard, marbrier, et de Paule Aubé dans la maison de ses grands-parents 16, rue des Gaults. Cette maison sera détruite dans les années 1990 et un immeuble sera construit à la place pour y héberger une agence du Crédit mutuel. Elle passe ses premières années dans cette maison, avant que ses parents, Jean Gaspard et Paule Aubé, déménagent rue de Billy pour reprendre la marbrerie familiale.
À sa naissance, sa mère est sauvée par la pénicilline apportée par les Américains.
Pendant la Seconde Guerre mondiale, son père entre dans la Résistance. Françoise Gaspard écrit qu'il a fait partie du petit groupe de résistants qui a miné le viaduc de Cherisy, mais son nom n'apparaît pas dans les articles historiques consacrés au minage et dynamitage de ce viaduc.
À l'âge de 8 ans, le maire de Dreux de 1908 à 1959, Maurice Viollette (1870-1960), vieil ami de ses grands-parents, la fait sauter sur ses genoux et vérifie ses progrès en lecture en lui faisant lire des articles dans le journal L'Action républicaine. Lorsqu'elle lui dit qu'elle veut devenir maire de Dreux, celui-ci lui répond « pourquoi pas ? ».
Sa famille est de gauche : son grand-père est radical, son père est socialiste et l'un de ses oncles est membre du Parti communiste français.
Elle est très influencée par une de ses institutrices, Mme Maréchal, qui passe pour une originale car elle fait sa classe au milieu d'oiseaux et de plantes vertes. Celle-ci lui « ouvre l'esprit aux problèmes du monde ». Une fois par semaine, toutes ses petites camarades quittaient l'école avant l'heure habituelle de la sortie pour aller aux cours de catéchisme. N'y étant pas inscrite, elle se sent alors isolée et stigmatisée, car elle est montrée du doigt dans la cour de récréation comme celle qui irait en enfer. Mais elle reçoit le soutien de son institutrice, laïque et républicaine.
Elle assume publiquement dès les années 1980 son homosexualité, devenant ainsi l'une des premières personnalités politiques françaises à le faire et presque la seule en tant que femme,, ce qui la limita dans sa carrière politique. 
Le 30 juillet 2013, elle épouse la journaliste Claude Servan-Schreiber,, qui avait quitté son mari Jean-Louis Servan-Schreiber en 1970 pour vivre avec elle.

### Études et carrière universitaire
Après avoir obtenu une licence d'histoire, diplômée de l'Institut d'études politiques de Paris, elle devient, en 1968, l'assistante technique de René Rémond à l'université Paris-Nanterre. Elle hésite à devenir journaliste, mais choisit de poursuivre ses études d'histoire, devient assistante d'histoire à l'université Paris-IV et, en 1970, agrégée en histoire et géographie. Elle est alors chargée de cours à la Sorbonne de 1970 à 1974 et professeur au lycée Michelet à Vanves de 1971 à 1974. 
Elle intègre la promotion André-Malraux (1975-1977) de l'École nationale d'administration (ENA) et, à sa sortie, est nommée conseillère au tribunal administratif de Versailles en 1978.
Après avoir exercé des mandats parlementaires et locaux pendant douze ans, Françoise Gaspard choisit de renouer avec la recherche. Elle est actuellement[Quand ?] maître de conférences à l'École des hautes études en sciences sociales (EHESS) de Paris et rattachée au Centre d’analyse et d’intervention sociologiques, unité mixte de recherche sous tutelles conjointes de l'EHESS et du Centre national de la recherche scientifique (CNRS). Ses travaux l’ont conduite à enseigner et à donner des conférences dans de nombreuses universités en Europe et en Amérique. Elle a participé à différentes missions d’assistance technique en Europe et en Afrique pour l’introduction de la dimension du genre dans les législations et les politiques nationales[réf. nécessaire].
Ses travaux académiques portent notamment sur l’histoire des migrations, la sociologie urbaine et les mouvements sociaux. Ses ouvrages et articles sont, pour nombre d’entre eux, disponibles en anglais, allemand, espagnol, portugais, arabe et japonais.[réf. nécessaire]
Françoise Gaspard joue un rôle pionnier dans l'introduction des études gaies et lesbiennes en France : elle conduit, avec Didier Eribon, un séminaire de recherche à l'EHESS (de 1998 à 2004) consacré à la sociologie des homosexualités ; elle codirige avec Bruno Perreau le premier cours français sur l'homosexualité destiné à des étudiants de premier cycle universitaire (2006-2007, Sciences Po).

### Carrière politique et militantisme associatif
En 1973, elle rejoint la section socialiste de Dreux composée d'une vingtaine d'adhérents. Elle se présente la même année aux élections du Conseil général d'Eure-et-Loir, dans le canton de Dreux nord-est, elle est battue par Jean Cauchon. Elle se présente une nouvelle fois, en mars 1976, à ces mêmes élections et est, encore une fois, battue par Jean Cauchon.
Françoise Gaspard est élue maire (Parti socialiste) de Dreux le 13 mars 1977, au premier tour, avant même la fin de ses études. En 1981, elle siège à l'Assemblée nationale élue députée d'Eure-et-Loir.
En 1983, elle perd la ville de Dreux qui bascule à nouveau à droite, à la faveur d'une alliance entre le Front national et le RPR sous l'égide de Jean Hieaux. Françoise Gaspard écrira un livre sur son expérience, Une petite ville en France. 
De janvier 1998 à 2000, elle est représentante de la France à la Commission de la condition de la femme de l'ONU. Elle est depuis 2001 experte au sein du comité d'experts chargés du suivi de l'application de la Convention sur l'élimination de toutes les formes de discrimination à l'égard des femmes et membre de la Commission nationale consultative des droits de l'homme.
Elle est membre du comité de parrainage de la Coordination pour l'éducation à la non-violence et à la paix.
Françoise Gaspard a fondé en 1994 avec Colette Kreder le réseau Demain la parité, qui regroupe des associations féminines, dans le but de promouvoir les femmes dans tous les domaines,.
En 1991, est elle nommée experte pour la France du réseau « Femmes dans la prise de décision » mis en place par la Commission européenne.
En 1992, avec sa compagne Claude Servan-Schreiber et Anne Le Gall, Françoise Gaspard publie Au pouvoir citoyennes!. Dans cet ouvrage, elles plaident pour une loi sur la parité qui affirme l'égalité des sexes au lieu de prendre en considération les différences. C'est cette idée d'égalité qui est reprise dans la loi constitutionnelle du 8 juillet 1999. 
Françoise Gaspard a également fondé en 2000 avec Huguette Delavault, Françoise Cyrot-Lackmann, Claudine Hermann, Colette Kreder et l'association Femmes et mathématiques, l'association Femmes et sciences, dont les objectifs sont de promouvoir les femmes dans les sciences et les sciences auprès des jeunes, les filles en particulier.
Ses archives sont conservées à l'université d'Angers qui en est propriétaire depuis 2003, au Centre des archives du féminisme (BU Angers), sous la cote 14 AF. Elles couvrent la période 1936-2002, et retracent son engagement local, comme élue socialiste de Dreux, ainsi qu'au niveau national en faveur de la parité et contre le Front national.

## Publications
- Souvenir et avenir de Dreux, Évreux, Herissey, 1977.
- Madame Le..., Paris, Grasset, 1978
- La Fin des immigrés, avec Claude Servan-Schreiber, Paris, Le Seuil, 1984 (traduit en japonais, Nobuhiro Hayashi, 1989).
- Maurice Viollette, Un homme, Trois Républiques, Musée de Chartres, 1985.
- Maurice Viollette : homme politique, éditorialiste, Pontoise, Edijac, 1986, 253 p.
- Maurice Viollette, 1870-1960 : de Dreux à Alger  (préf. François Mitterrand), Paris, L'Harmattan, coll. « Histoire et perspectives méditerranéennes », 1991, 207 p. (ISBN 2-7384-0963-6, présentation en ligne).
- Une petite ville en France, Paris, Gallimard, 1990 (traduit en anglais, Harvard University Press, 1995).
- Au pouvoir citoyennes ! Liberté, Égalité, Parité, avec Claude Servan-Schreiber et Anne Le Gall, Paris, Le Seuil, 1992.
- Le Foulard et la République, avec Farhad Khosrokhavar, Paris, Éditions de La Découverte, 1995.
- L'U.F.J.T., D'une jeunesse ouvrière à une jeunesse incertaine, Quarante ans d'histoire d'un mouvement associatif, 1955-1995, Paris, Les Éditions de l'Atelier, 1995.
- Femmes dans la prise de décision en France et en Europe (dir.), Paris, L'Harmattan, 1997.
- Comment les femmes changent la politique, avec Philippe Bataille, Paris, Éditions de La Découverte, 1999 (traduit en espagnol et en arabe).
- Le Livre noir de la condition des femmes, 2006.

## Distinctions
Le 31 décembre 1994, Françoise Gaspard est nommée au grade de chevalier dans l'ordre national de la Légion d'honneur. Dans un premier temps, elle déclare qu'elle « n'entend pas recevoir cette décoration, du moins pour le moment », d'autant qu'elle a « toujours été allergique aux médailles ». Toutefois, elle est faite chevalier de l'ordre le 8 octobre 1998, puis promue au grade d'officier le 31 décembre 2008 au titre de  « experte auprès d'une organisation internationale pour la défense des femmes ». Elle est faite officier de l'ordre le 12 juin 2009 puis promue au grade de commandeur le 3 avril 2015 au titre de « sociologue, maître de conférences à l'École des hautes études en sciences sociales ».